# Вільгельм III Тайлефер
Вільгельм III Тайлефер (Þiudareiks II бл. 970 — 1037) — граф Тулузи у 978—1037 роках.

## Життєпис
Походив з династії Руерга (Раймундідів). Син Раймунда V, графа Тулузи, та Аделаїди Анжуйської. Народився десь у 970 році. У 972 році отримав від батька титули графа Альбі та Руерга. У 978 році після смерті Раймунда V стає графом Тулузи. За його малолітства стала правити мати, яка 987 року вийшла заміж за французького короля Людовика V. В часи регентства одружився з донькою графа Анжу. Приблизно у 986—987 роках Вільгельм III повністю перебрав владу в графстві Тулузькому на себе.
Продовжив політику попередників щодо зміцнення своєї влади в Лангедоку. 992 року або трохи пізніше одружився з донькою графа Прованса, що дало йому в подальшому право претендувати на це графство. У 997 році приніс номінальний оммаж французькому королю Роберту II, натомість був визнаний у всіх своїх володіннях.
Вільгельм III намагався повністю приборкати прелатів й абатів, чим остаточно зміцнити владу династії Раймундідів в Лангедоку. 1005 року значні статки отримав за заповітом архієпископа Тулузького. У 1006 року фактично головував на раді єпархій Нарбонну і Оша (Гасконь), що проходила в Тулузі.
Після смерті у 1015 році тестя висунув від імені дружини права на Прованс. Цього сприяло також остаточне послаблення й фактичний розпад королівства Арелат. З цього моменту починається боротьба з Вільгельмом III, графом Провансу, та Баранґе Рамоном І, графом Барселони. 1018 року до цього додалося смерть одного з графів Провансу (Вільгельма II), який залишив малолітніх синів. Від їх імені граф Тулузи також почав діяти проти суперників. Війна тривала до 1023 року, коли Вільгельм III тулузький зумів закріпити за собою північний Прованс — так званий Прованський маркізат та графство Форкалькьє. При цьому зумів відвернути наступ з півдня, який готували граф Барселони і король Наварри.
Водночас вступив у конфлікт з місцевою церквою та монастирями за права на землі та інше майно, особливо у 1020—1025 роки, цим викликав невдоволення папи римського Івана XIX.
Разом з тим у ході боротьби з містянами та знаттю Тулузи граф вимушений був відступити та надати місту деякі самоврядування (на кшталт давньоримської муніципії). Це стало прикладом для інших міст Лангедоку. Втім, зовнішня політика для Вільгельма III й далі була успішною: до кінця правління він приєднав герцогство Нарбонське, чим фактично підтвердив володарювання над колишньою Септиманією.
Помер у вересні 1037 року. Владу перебрав старший син Понс.

## Родина
1. Дружина — Арсінда, донька Жоффруа I, графа Анжу
Діти:
- Раймунд (д/н—до 1024)
- Генріх (д/н—до 1024)

2. Дружина — Емма, донька Ротболда III Бозоніда, графа Провансу
Діти:
- Понс (бл. 992—1060), граф Тулузи
- Бертран (д/н—1040), граф Форкалькьє з 1029 року
- Гільдегарда (Герберга), дружина Фульк Бертрана. графа і маркіза Провансу
- Рангалда, дружи П'єра Рамона, графа Каркассона

Бастарди:
- Емма, дружина Отто Раймунда, сеньйора Л'Ісле-Журдена